# Джуха ал Харити
Джуха ал Харити (на арабски: جوخة الحارثي) е оманска университетска преподавателка академик и писателка на произведения в жанра драма, детска литература и документалистика.
През 2019 г. става първата арабска писателка, която печели международната награда „Букър“ за романа „Небесни тела“.

## Биография и творчество
Джуха ал Харити е родена на 16 юли 1978 г. в Оман. Учи в Оман и във Великобритания. Получава през 2011 г. докторска степен по класическа арабска литература от Единбургския университет. От 2010 г. работи като преподавателка по класическа арабска литература в Арабския факултет на университета „Султан Кабус“ в Маскат, Оман, където е доцент.
Първата ѝ книга „Изследвания на литературата в Оман и региона на Персийския залив“ е издадена през 2003 г. Първият ѝ роман „Manamat“ (Мечти) е издаден през 2004 г.
През 2010 г. е издаден романа ѝ „Небесни тела“. Историята представя съдбата на трите дъщери в патриархалната фамилия Аззан: която се омъжва за Абдалла, макар че е влюбена в друг; Асма, която сключва брак без любов, водена от чувство за дълг и Хаула, която чака своя любим, който е емигрирал в Канада. Чрез историята им писателката пресъздава прехода на Оман от традиционното следколониално общество, в което все още се е използвал робски труд и жената е била поставена в абсолютно подчинение, към новите условия, в които петролният бум бележи новите социални отношения. През 2019 г. получава международната награда „Ман Букър“ заедно с преводача на английски език Мерилин Бут.
Романът ѝ „Narinjah“ (Горчиви портокали) от 2016 г. получава наградата „Султан Кабус“ за принос в културата, изкуствата и литературата.
Джуха ал Харити живее със семейството си в Маскат.

## Произведения

### Самостоятелни романи
- Manamat (2004)
- Sayyidat al-Qamar (2010)
Небесни тела, изд.: ИК „Киви“, София (2020), прев. Емил Ценков
- Narinjah (2016)[1]

### Детска литература
- ushsh lil-Asafir (2010)[3]
- The Cloud Wishes (2015)[4]

### Сборници
- Sabi Ala al-Sath (2007) – разкази[2]
- fi Madih al-Hubb (2008) – разкази[4]

### Документалистика
- Dirasat Fi Adab Oman Wa al-Khalij (2003)[2]
- Mulahaqat al-shumus: manhaj al-talif al-adabi fi „Kharidat al-qasr“ (2010)

### Екранизации
- 2017 – 2018 Iftah Ya Simsim – тв сериал, 52 епизода